# ブラビアリンク
ブラビアリンク (BRAVIA Link)は、ソニーが採用する、AV機器同士をHDMIで接続し、一つの操作系（リモコン等）で全ての機器を制御可能とする機能「HDMI機器制御」「HDMIコントロール」の独自名称である。

## 概要
ソニーが2007年9月に発表。

## 対応機器
- BRAVIA J3000*/J5000*/J1/F1/V1/W1/X1/ZX1/XR1/V3000/V5000/W5000/X5000/X5050/X7000シリーズ
  - *HDMIコントロール対応、ブラビアリンクの名称となる前に発売の為。
- BRAVIA ネットワークTVボックス(STB) BRX-NT1
- BRAVIA HDDレコーダー BRX-A250
- ブルーレイディスクレコーダー（2007年11月以降発売された全モデル）
- DVDプレーヤー DVP-NS700H
- ホームシアター RHT-G500/G900/G1200/S10 HT-CT100/IS100/SF2000 DAV-IS10/DZ220
- PlayStation 3 （2009年9月発売のCECH-2000以降の全モデル）
- PlayStation 4
- PlayStation Vita TV
- VAIO Lシリーズ（2012年6月発売以降の全モデル）

## 対応BRAVIA品番一覧（2008年10月現在）
- J1シリーズ KDL-20/26/32J1
- F1シリーズ KDL-32/40/46F1
- V1シリーズ KDL-40/46/52V1
- W1シリーズ KDL-40/46W1
- X1シリーズ KDL-40/46/52X1
- ZX1シリーズ KDL-40ZX1
- XR1シリーズ KDL-46/55XR1
- V3000シリーズ KDL-40/46V3000
- V5000シリーズ KDL-40/46/52V5000
- W5000シリーズ KDL-40/46/52W5000
- X5000シリーズ KDL-40/46/52X5000
- X5050シリーズ KDL-40/46/52X5050
- X7000シリーズ KDL-70X7000

## 対応レコーダー品番一覧（2008年10月現在）
- Tシリーズ BDZ-T50/T55/T70/T75/T90
- Lシリーズ BDZ-L55/L70/L95
- Aシリーズ BDZ-A70
- Xシリーズ BDZ-X90/X95/X100

## 世代の違い
ブラビアリンクには「世代」があり、「2011年1月以降に発売されたBRAVIAと2008年8月以前に発売されたBDZ」及び、「2009年12月以前に発売されたBRAVIAと2010年9月以降に発売されたBDZ」の組み合わせでは、一部のダイレクトボタンが利用できなくなる(ブラビアリンク ダイレクトボタン搭載表)。